# Sitgreaves Pass

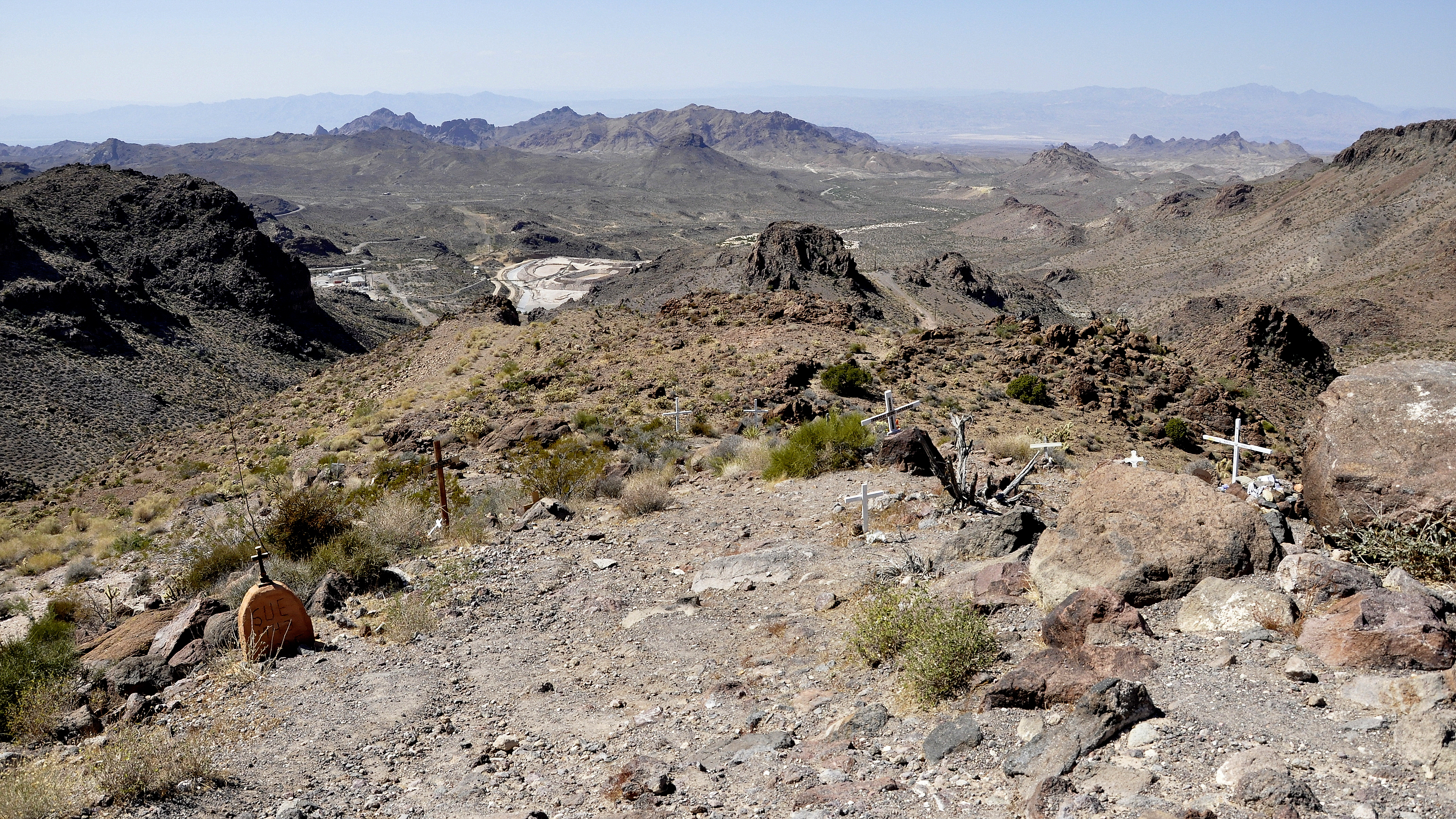
De Sitgreaves Pass en een aantal grafkruisen

De Sitgreaves Pass is een 1113 m hoge bergpas, 7 km ten oosten van Oatman, een plaats in het westen van de Amerikaanse staat Arizona. De pas is genoemd naar kapitein Lorenzo Sitgreaves die deze streek in het midden van de 19e eeuw verkende. De pas maakt deel uit van de historische U.S. Route 66.

## Geschiedenis
Route 66 verloor in deze regio zijn belang na de aanleg van het plaatselijk stuk Interstate 40 in 1953. Vanaf 1926 tot dan was de Sitgreaves Pass op de Route 66 druk bereden. Allerlei handelszaken vestigden zich in de buurt van de pas zoals de Summit Ice Cream Store, Ed's Camp en Cool Springs Camp, locatie van de speelfilm Universal Soldier met Jean-Claude Van Damme.
Auto's zoals de Ford Model T waren niet uitgerust met een benzinepomp en op de steile stukken kwam de benzinetank lager te liggen dan de motor zodat de auto stilviel. Men loste het probleem op door de auto om te keren en de bergpas in de versnelling achteruit over te steken. Anderen vroegen de lokale bewoners om hun auto over de pas te rijden of lieten zich eroverheen slepen.
Op het hoogste punt zijn er een aantal grafkruisen te zien. Van een aantal overledenen werd hier op hun wens de as uitgestrooid.

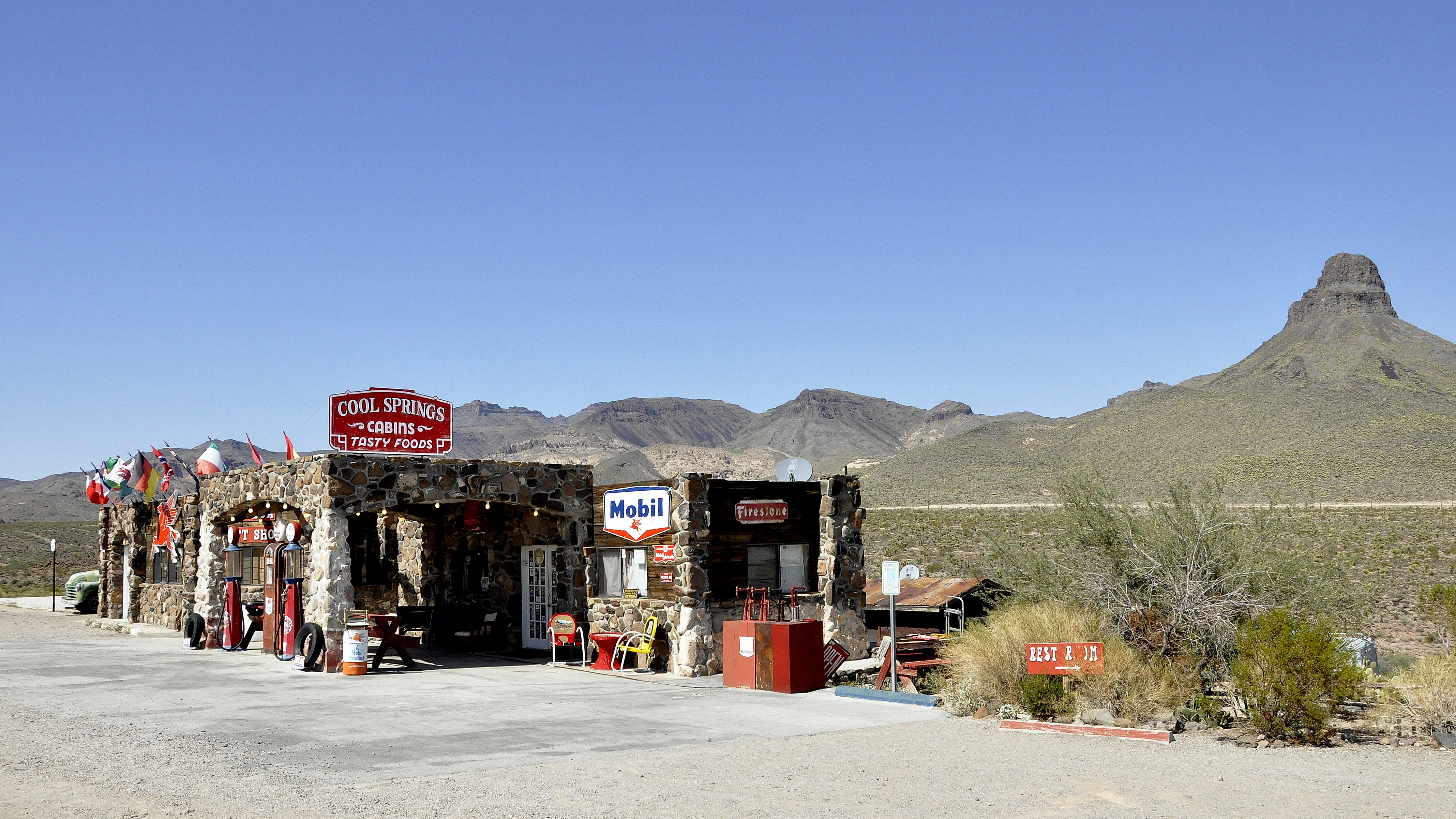
Cool Springs Camp in 2012
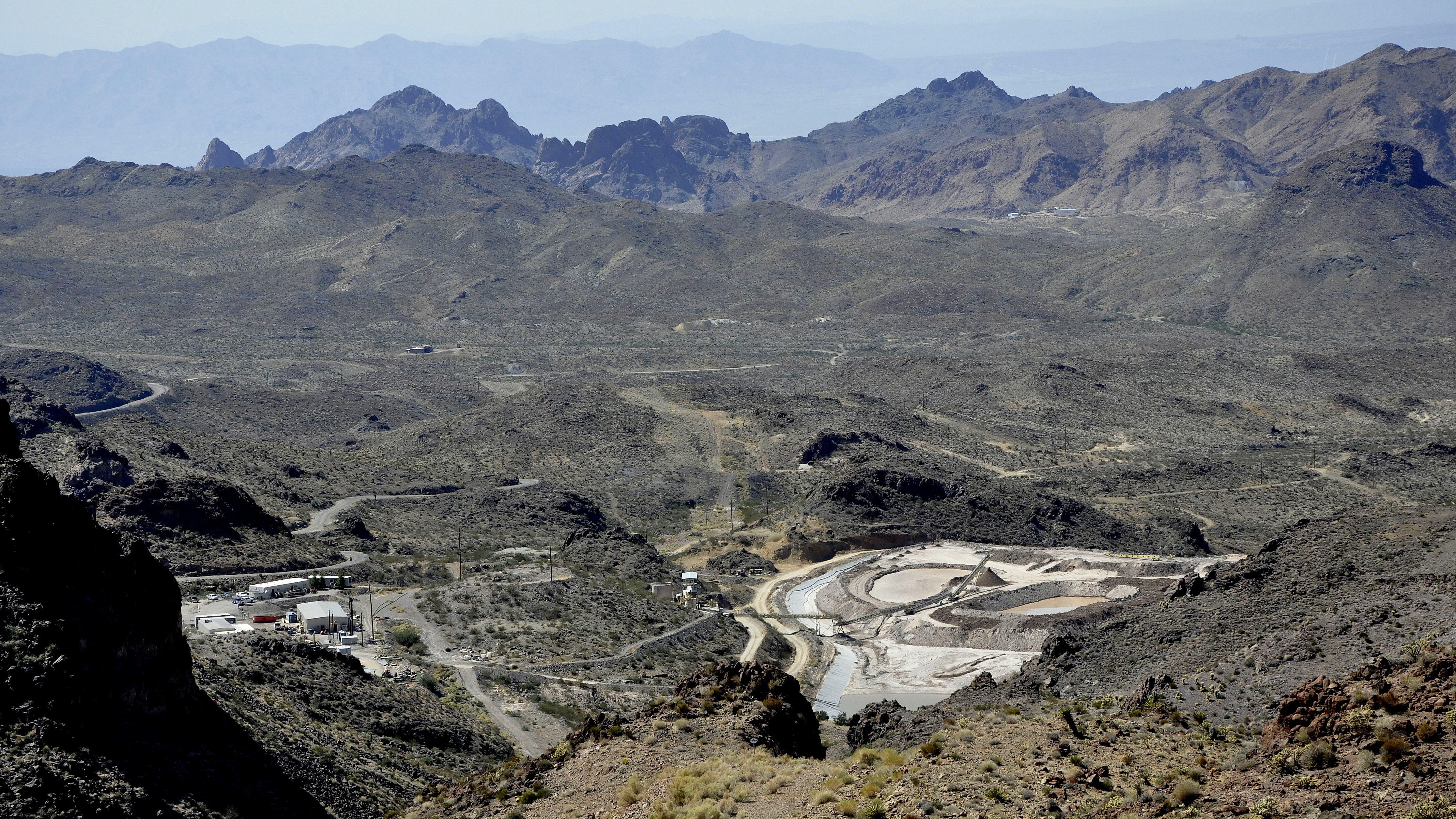
Industriële activiteit langs de pas en de Black Mountains in de verte